# Courante
La corrente, también llamada courante, coranto o corant es el nombre dado a una familia de danzas ternarias de finales del Renacimiento y principios del período Barroco.
Actualmente se suelen usar estos distintos nombres para distinguir tipos de corrente (forma italiana de la palabra que designa a la danza de ese origen), pero en las fuentes originales tales pronunciaciones eran indiferentes.

## Historia

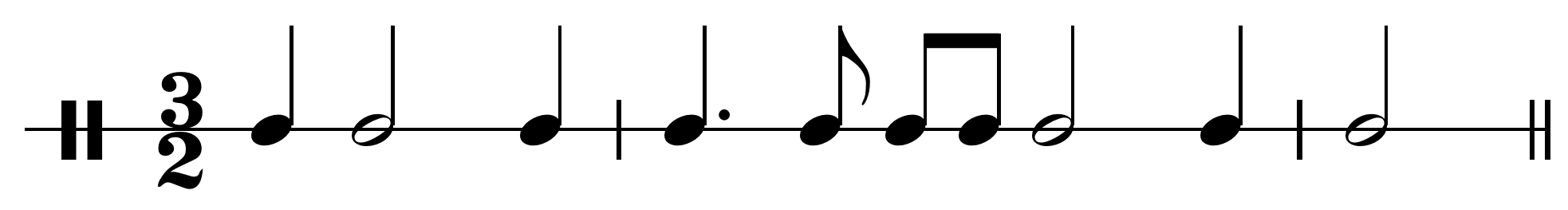
Ritmo de la Courante.

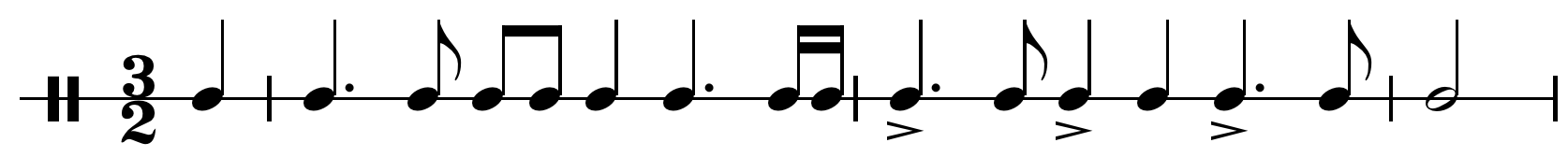
Otro patrón rítmico de la Courante.

A fines del renacimiento la danza se bailaba con rápidos giros y saltos, según describe Thoinot Arbeau. Estas danzas solo eran bailadas por la élite social de la época.
Durante su uso más común, en el período barroco, la corrente tuvo dos variantes: la francesa y la italiana. El estilo francés tenía muchos acentos cruzados y era una danza lenta. La corrente italiana era más rápida, con desarrollo más libre y rápido, aunque no está claro cuáles eran las diferencias significativas con la corrente francesa del renacimiento descrita por Arbeau. 
En una suite barroca, sea italiana o francesa, la corrente típicamente se incluye entre la alemanda y la zarabanda, como segundo o tercer movimiento musical.